# Конфедерация Сенегамбия

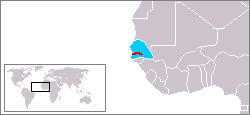
Сенегал
Гамбия

Конфедерация Сенегамбия — мягкая конфедерация, существовавшая с 1982 по 1989 годы, в которую входили западно-африканские страны Сенегал и Гамбия, единственным соседом которой является Сенегал. Конфедерация была создана 1 февраля 1982 года (договор о создании был подписан 12 декабря 1981 года) с целью содействия расширению сотрудничества между двумя странами. Договор был аннулирован Сенегалом 30 сентября 1989 года, после отказа Гамбии перейти к более интегрированной форме союза.

## История
Административно-территориальная единица с названием «Сенегамбия» обязана своим появлением противоборствовавшим в западноафриканском регионе колониальным силам Англии и Франции. Противостояние началось в XVI веке, когда обе стороны начали закладывать торговые форпосты — центром французского влияния стало устье реки Сенегал и район Зелёного мыса, английского — устье реки Гамбия (сферы влияния частично пересекались). Регион имел большую важность для обеих растущих империй вследствие своего выгодного ЭГП: это было наиболее удобное место для расположения перевалочных баз, обслуживавших торговлю метрополий и их американских колоний, к тому же здесь располагался отправной пункт торговли африканскими рабами. По мере того, как доходы, приносимые колониями, росли, Франция и Англия вынашивали планы расширения своих сфер влияния. С 1500 по 1758 годы державы использовали свои флоты в попытках выбить соперника из региона. Наконец, в 1758 году англичане добились успеха, захватив принадлежавшее французам устье реки Сенегал, и сформировали первую Сенегамбию — королевскую колонию. Упадок объединённого таким образом региона начался в 1779 году, когда французы отбили Сен-Луи и сожгли основные поселения британцев в устье Гамбии, и привёл к расформированию объединённой колонии в 1783 году.
Версальский мирный договор 1783 года (широко известный как договор, зафиксировавший окончание Американской войны за независимость) установил баланс сил в регионе: Сен-Луи, о. Горе и река Сенегал были возвращены Франции, а Гамбия отошла Британии. в 1860-х и 1870-х годах обе стороны начали обсуждать коммерческий план объединения региона, в котором французы предлагали обменять другое своё западно-африканское владение на Гамбию, но обмен так и не был завершён. Регион был разделён, и, конкурируя между собой, Франция и Англия не могли установить официальной границы между колониями вплоть до 1889 года, когда французы согласились признать существующую границу между владениями и переместить свои пограничные посты. Это решение поставило перед будущими Сенегалом (обрёл независимость в 1960 году) и Гамбией (независима с 1965 года) трудноразрешимую проблему: как успешно существовать двум отдельным государствам в регионе, сохраняющем единство различных культурных ценностей; зачем нужна граница, вбивающая клин одного государства в самое сердце другого.

## Пограничные сложности
В каждой из стран охрана границы порождает специфические проблемы двусторонних отношений, особенно в сфере торговли и контроля над пограничными территориями. Для обеих стран наиболее важной проблемой является проницаемость границы для преступных элементов, лёгкость, с которой насилие может распространиться по всему региону. Учитывая народности, проживающие по обе стороны границы, удачные незаконные действия с одной стороны границы могут привлечь сочувствующих с другой, что повлечет за собой опасность для демократических режимов в обеих странах.
Опасения такого рода стали реальностью в 1981, когда произошла попытка свержения президента Гамбии Джавара. После этого среди прозападных сил в Сенегале возрастало беспокойство о своей безопасности: соседние страны могли использовать теперь как Гамбию и сепаратистов региона Казаманс (группа сенегальских провинций к югу от Гамбии, лежащих на реке Казаманс), так и другие группы диссидентов, чтобы дестабилизировать правительство в Дакаре. Особая угроза, по их мнению, исходила от Ганы, Мали, Гвинеи (под руководством президента Ахмеда Секу Туре), Гвинеи-Бисау и Ливии Муаммара Каддафи. Хотя часть этих опасений была вызвана спекуляциями некоторых членов правительства в Дакаре, позже (во время распада Конфедерации Сенегамбия) происходили пограничные стычки между Сенегалом и Мавританией. После этой попытки вооруженные силы Сенегала были введены в Гамбию с целью остановить или предотвратить переворот. Становилось все сложнее поддерживать безопасность в регионе.
Конфедерация с Гамбией приносила Сенегалу экономический урон из-за различий в торговой политике стран. С момента обретения независимости правительство Сенегала устанавливало торговые барьеры для обеспечения конкурентного преимущества французских товаров, в Гамбии же ограничения на импорт фактически отсутствовали. Такое различие породило большую нишу для черного рынка на сенегало-гамбийской границе, связанную с перепродажей в Сенегал более дешевых промышленных изделий с территории Гамбии. Также через чёрный рынок происходила утечка экспортных товаров в Гамбию. Правительство Сенегала ввело систему отсроченной оплаты для арахисовых ферм, заключавшуюся в следующем: фермеры продают урожай Дакару и получают за него ваучер, так называемый чит, который они смогут обналичить через три месяца. Не желая ждать, пока сенегальское правительство обналичит ваучеры, большое число фермеров начали контрабандным путём отправлять товар в Банджул, где гамбийское правительство платило за него наличными; к 1990 году 20 % всего рынка арахиса в Гамбии составляла контрабанда из Сенегала.

## Создание конфедерации

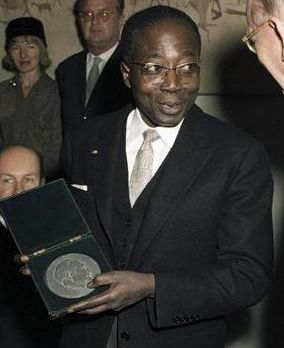
Первый Президент Сенегала Леопольд Седар Сенгор

По сути, Конфедерация Сенегамбия была прагматичным выходом из создавшегося положения, который проистекал из взаимного желания обеспечить безопасность. Как уже отмечалось выше, правительство Сенегала опасалось возможной нестабильности в стране, которую мог спровоцировать как переворот в соседней Гамбии, так и восстание в регионе Казаманс. Эти опасения едва не воплотились в жизнь 30 июля 1981, когда ультралевая Гамбийская социалистическая революционная партия во главе с Кукои Самба Саньянгом совершила попытку государственного переворота против президента Давда Джавара, сенегальская армия была введена в страну и успешно подавила мятеж. Несмотря на благоприятный исход дела, сама возможность насильственного свержения власти в их странах сильно обеспокоила правительства как в Банджуле, так и в Дакаре, подтолкнув воплощение в жизнь идей объединения, витавших в воздухе. Леопольд Седар Сенгор, первый президент Сенегала, был одним из «les trois pères» («тройка отцов-основателей») Негритюда — литературно-философского и идеологического социалистического движения, поощряющего повсеместное объединение всех африканцев в Диаспоры, с целью приобщаться к общеафриканской культуре. Вера Сенгора в негритюд не только выражалась словами о возможности слияния Сенегала и Гамбии, но и, по-видимому, способствовала появлению у него мысли, что этот процесс естественен и потому пройдет безболезненно. В 1960-х годах Сенегал и Гамбия обратились к ООН просьбой изучить возможность претворения плана объединения в жизнь и выгоду, которую получит каждая из стран от этого шага. Несмотря на короткий период существования союза, Конфедерация Сенегамбия была одним из наиболее долгоживущих африканских объединений того периода. Это была не только попытка решить накопившиеся между двумя странами экономические проблемы: Сенегамбия дала новый импульс концепции панафриканизма.

## Распад конфедерации
Идея интеграции поддерживалась в основном правительствами двух стран и элитами; ни в Гамбии, ни в Сенегале широкие массы не были действительно заинтересованы в объединении. Как только пропала угроза политической нестабильности, обе страны тотчас вернулись к традиционным опасениям и стереотипам относительно друг друга. Правительство Гамбии (и её народ), как обычно и происходило в подобных ситуациях, случавшихся в истории при объединении маленькой страны с большой, начали опасаться потери собственной идентичности из-за сенегальского влияния. Хьюз и Льюис приводят в своём анализе ситуации в Сенегамбии множество проблем, которые обыкновенно приводят к демаршу одного из союзников, разрушающему объединение; в этом списке в качестве одного из наиболее существенных противоречий оно выделяют экономико-социальную и идеологическую основу союза.

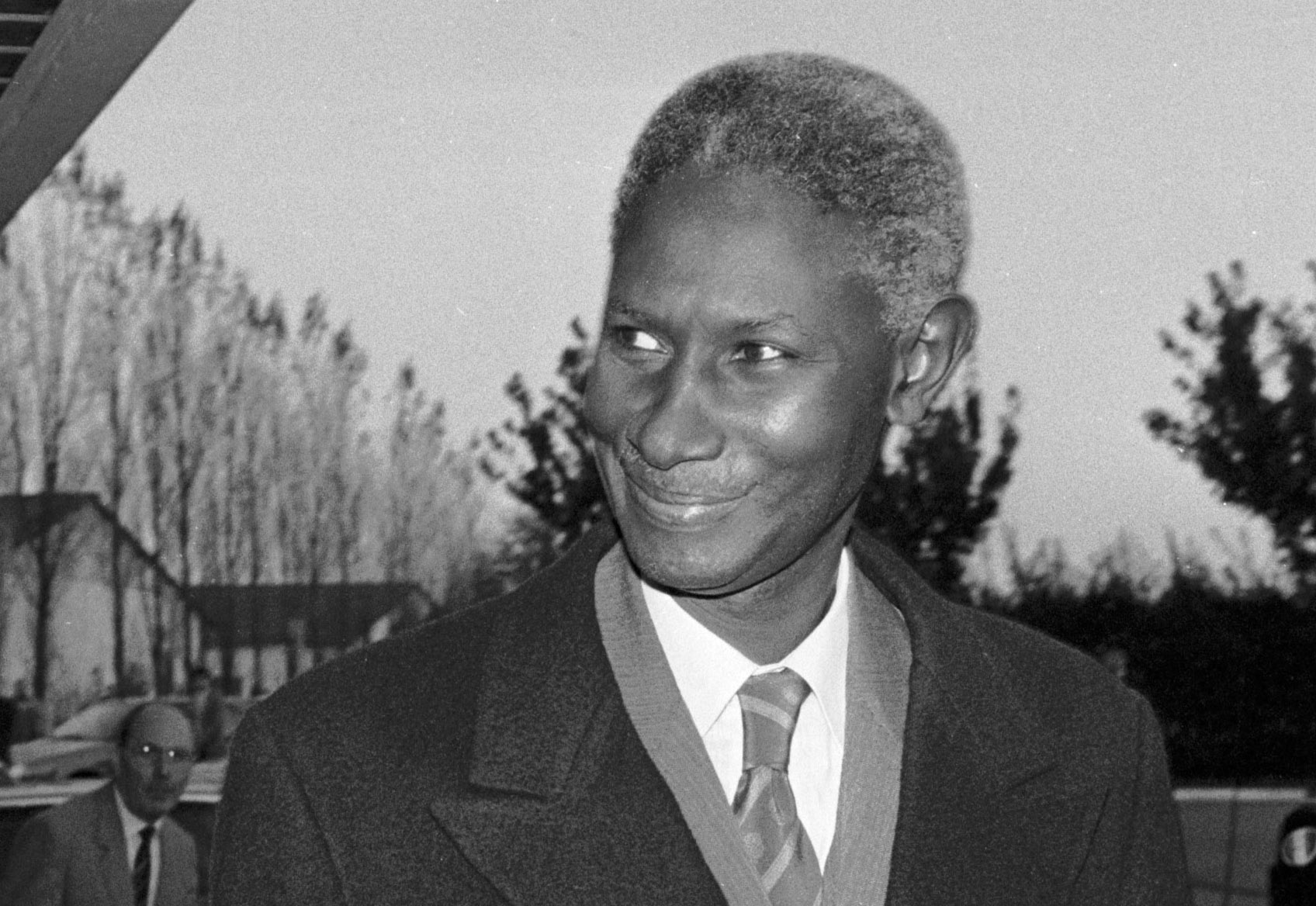
Второй Президент Сенегала Абду Дьюф

Так как Сенегамбия была сколочена на основе обоюдного желания обезопасить границу, то необходимо было искать некие новые инструменты поощрения интеграции; перед правительствами двух стран встала дилемма: либо продолжать интеграцию, либо денонсировать соглашение. Хрупкость союза наиболее красочно иллюстрируется выводом сенегальских войск из союзной Гамбии, как только у самого Сенегала возникли проблемы на границе с Мавританией (см. выше). Этим было подорвано единственное общее дело, скреплявшее союз, что и стало началом конца Сенегамбии. Юридически распад был зафиксирован 23 августа 1989 года, когда президент Сенегала Дьюф сделал вывод о бесперспективности Конфедерации после провала переговоров о переходе к таможенному союзу.